# Моссели, Эстель
Эсте́ль Моссели́ (Мосли́; фр. Estelle Mossely; род. 19 августа 1992, Кретей, Валь-де-Марн, Франция) — французская боксёрша-любитель и профессионал, выступающая в лёгкой и в первой полусредней весовых категориях. Чемпионка Олимпийских игр (2016), чемпионка мира (2016), бронзовый призёр чемпионата мира (2014), двукратный призёр Европейских игр (2015, 2023), серебряный призёр чемпионата Европы (2014), многократная победительница и призёр международных и национальных первенств в любителях.
Среди профессионалов бывшая чемпионка мира по версии IBO (2019—2023) в лёгком весе.

## Биография
Родилась 19 августа 1992 года в городе Кретей департамента Валь-де-Марн (Франция).

## Любительская карьера
В 2014 году выиграла серебро чемпионата Европы и бронзу чемпионата мира. В финале европейского первенства Эстель Моссели проиграла ирландке Кэти Тейлор, а в полуфинале чемпионата мира азербайджанке Яне Алексеевной. Через год Моссели завоевала серебро в своей весовой категории на Европейских играх, вновь уступив в финале Кэти Тейлор. На чемпионате мира 2016 года Моссели в финале победила россиянку Анастасию Белякову.
На Олимпийских играх 2016 года Моссели в четвертьфинале победила итальянку Ирму Тесту, а в полуфинальном бою Анастасию Белякову техническим нокаутом. В финале Моссели встречалась с китаянкой Инь Цзюньхуа над которой одержала победу.

## Профессиональная карьера
28 июля 2018 года начала профессиональную карьеру, в первом бою победив единогласным решением судей (счёт: 60-53, 60-53, 60-53) опытную боксёршу из Черногории Александру Вуйович (4-6-1).
27 ноября 2020 года в Нанте (Франция), в конкурентном бою с трудом одержала победу единогласным решением судей со счётом 77-75, 78-74 (дважды) над соотечественницей бывшей кикбоксершей Эммой Гонгора (0-1).
5 марта 2021 года в Нанте (Франция) единогласным решением судей со счётом 97-93, 98-92 (дважды) победила опытную немку Верену Кайзер (14-1), и защитила титул чемпиона мира по версии IBO (2-я защита Моссели) в лёгком весе.

## Таблица профессиональных поединков
В таблице перечислены результаты всех поединков боксёров.
В каждой строке указан результат поединка. Дополнительно номер поединка обозначен цветом, который обозначает итог поединка. Расшифровка обозначений и цветов представлена в нижеследующей таблице.
| Пример | Расшифровка                     |
| ------ | ------------------------------- |
|        | Победа                          |
|        | Ничья                           |
|        | Поражение                       |
|        | Планируемый поединок            |
|        | Поединок признан несостоявшимся |
| КО     | Нокаут                          |
| ТКО    | Технический нокаут              |
| PTS    | Решение судей (по очкам)        |
| UD     | Единогласное решение судей      |
| MD     | Решение большинства судей       |
| SD     | Раздельное решение судей        |
| RTD    | Отказ от продолжения боя        |
| DQ     | Дисквалификация                 |
| NC     | Поединок признан несостоявшимся |

| 12 поединков, 11 побед (1 нокаутом), 1 ничья. | 12 поединков, 11 побед (1 нокаутом), 1 ничья. | 12 поединков, 11 побед (1 нокаутом), 1 ничья. | 12 поединков, 11 побед (1 нокаутом), 1 ничья. | 12 поединков, 11 побед (1 нокаутом), 1 ничья.       | 12 поединков, 11 побед (1 нокаутом), 1 ничья. | 12 поединков, 11 побед (1 нокаутом), 1 ничья.                                                                         |
| Бой                                           | Рекорд                                        | Дата боя                                      | Соперник                                      | Место проведения боя                                | Раундов, время                                | Дополнительно |
| --------------------------------------------- | --------------------------------------------- | --------------------------------------------- | --------------------------------------------- | --------------------------------------------------- | --------------------------------------------- | --- |
| 12                                            | 11-0-1                                        | 28 апреля 2023                                | Магали Родригес (22-6-3)                      | Душанбе, Таджикистан                                | MD 10 (10x2)                                  | Счёт: 96-93, 95-95 (дважды). Бой за титул чемпиона по версии WBC Silver (1-я защита Родригес) в 1-м полусреднем весе. |
| 11                                            | 11-0                                          | 17 февраля 2023                               | Аниша Башиил (11-8)                           | Salle Wagram, Париж, Франция                        | UD 10 (10x2)                                  | Счёт: 100-90, 99-91 (дважды). Защитила титул чемпиона мира по версии IBO (4-я защита Моссели) в лёгком весе.          |
| 10                                            | 10-0                                          | 18 марта 2022                                 | Янина дель Кармен Лескано (10-1)              | Duty Free Tennis Stadium, Дубай, ОАЭ                | SD 10 (10x2)                                  | Счёт: 97-93, 96-94, 94-96. Защитила титул чемпиона мира по версии IBO (3-я защита Моссели) в лёгком весе.             |
| 9                                             | 9-0                                           | 5 марта 2021                                  | Верена Кайзер (14-1)                          | H Arena, Нант, Атлантическая Луара, Франция         | UD 10 (10x2)                                  | Счёт: 97-93, 98-92 (дважды). Защитила титул чемпиона мира по версии IBO (2-я защита Моссели) в лёгком весе.           |
| 8                                             | 8-0                                           | 27 ноября 2020                                | Эмма Гонгора (0-1)                            | H Arena, Нант, Атлантическая Луара, Франция         | UD 8 (8x2)                                    | Счёт судей: 77-75, 78-74 (дважды).                                                                                    |
| 7                                             | 7-0                                           | 25 сентября 2020                              | Орели Фромент (3-0-1)                         | La Defense Arena, Нантер, О-де-Сен, Франция         | UD 8 (8x2)                                    | Счёт судей: 80-72 (трижды).                                                                                           |
| 6                                             | 6-0                                           | 5 октября 2019                                | Ана Ромина Гишапани (13-0-1)                  | Salle du Casino, Анген, Валь-д’Уаз, Франция         | UD 10 (10x2)                                  | Счёт: 100-90 (трижды). Защитила титул чемпиона мира по версии IBO (1-я защита Моссели) в лёгком весе.                 |
| 5                                             | 5-0                                           | 14 июня 2019                                  | Люси Вайлдхёрт (5-0)                          | Complexe sportif Chantereyne, Шербур, Манш, Франция | UD 10 (10x2)                                  | Счёт: 97-93, 98-92 (дважды). Завоевала вакантный титул чемпиона мира по версии IBO в лёгком весе.                     |
| 4                                             | 4-0                                           | 16 марта 2019                                 | Елена Медведенко (6-4)                        | Palais des Sports, Тулуза, Верхняя Гаронна, Франция | UD 10 (10x2)                                  | Счёт: 99-90, 100-89 (дважды).                                                                                         |
| 3                                             | 3-0                                           | 22 декабря 2018                               | Сильвия Максым (2-5)                          | Casino de Deauville, Довиль, Кальвадос, Франция     | TKO 3 (8x2)                                   | |

## Личная жизнь
В конце августа 2016 года, после завоевания олимпийских медалей Эстель Моссели и её соотечественник также Олимпийский чемпион Тони Йока объявили миру об их предстоящей свадьбе.
Но в конце октября 2021 года Тони Йока объявил о своём разводе Эстель Моссели.

## Награды и звания
30 ноября 2016 года было присвоено звание кавалера ордена Почётного легиона.